# Flink fyr
Flink fyr (russisk: Славный малый) er en sovjetisk film fra 1942 af Boris Barnet.

## Medvirkende
- Jevgenij Grigorjev som Nevskij
- O. Jakunina som Jevdokia
- Jekaterina Sipavina som Katja
- Viktor Dobrovolskij som Claude
- Nikolaj Bogoljubov som Doronine